# Junior World Rugby Trophy 2009
Junior World Rugby Trophy 2009 – drugi turniej z cyklu Junior World Rugby Trophy rozegrany w dniach 21 kwietnia – 3 maja 2009 w stolicy Kenii, Nairobi. Były to międzynarodowe zawody narodowych drużyn rugby union organizowane pod auspicjami IRB dla zawodników do 20 roku życia niższe rangą od rozegranych w tym samym roku IRB Junior World Championship.
Kenia otrzymała prawa do organizacji turnieju pod koniec września 2008 roku, ramy czasowe zawodów zostały ustalone w październiku, a szczegółowy rozkład gier w grudniu tego roku. Mecze były rozgrywane na dwóch stadionach w Nairobi, a w rozgrywkach wzięło udział osiem reprezentacji, które zostały podzielone na dwie grupy po cztery drużyny. W grupie A wystąpiły dwa zespoły z kwalifikacji: Namibia (CAR) i Kajmany (NACRA), a także Kenia (jako gospodarz imprezy) oraz USA – spadkowicz z MŚ Juniorów 2008. W grupie B natomiast zagrali finaliści poprzedniej edycji – Chile, jak również kwalifikanci z Rumunii (FIRA-AER), Korei Południowej (ARFU) oraz Papui-Nowej Gwinei (FORU).
Mecze były transmitowane przez kenijską państwową telewizję KBC, a sędziowało ośmiu arbitrów z pięciu państw.
Zawody wygrała reprezentacja Rumunii uzyskując prawo występu na mistrzostwach świata juniorów w roku następnym. Jednak w związku z reorganizacją mistrzostw świata juniorów w roku 2010 i zmniejszeniem liczby występujących tam zespołów z 16 do 12, pozostała w tej samej klasie rozgrywek. Najwięcej punktów zdobył przedstawiciel triumfatorów, Stefan Patrascu, czterech zawodników zdobyło zaś po pięć przyłożeń.

## Faza grupowa

### Grupa A
| 21 kwietnia 200914:00 | Kajmany U-20                   | 15:64 | Stany Zjednoczone U-20                                                                                                  | Impala Ground, Nairobi Sędzia: Heykel Bahroun |
| 21 kwietnia 200914:00 | Cribb 12 (4K) Manderson 3 (dg) | 15:64 | Jenkins 5 (P) Johnson 19 (P 7pd) Test 10 (2P) Thompson 10 (2P) McTiernan 5 (P) Dolan 5 (P) Fenoglio 5 (P) Johnson 5 (P) | Impala Ground, Nairobi Sędzia: Heykel Bahroun |
| 21 kwietnia 200914:00 | Test                           | 15:64 | | Impala Ground, Nairobi Sędzia: Heykel Bahroun |

| 21 kwietnia 200916:15 | Kenia U-20                            | 17:22 | Namibia U-20                                        | RFUEA Grounds, Nairobi Sędzia: Francisco Pastrana |
| 21 kwietnia 200916:15 | Omae 10 (2P) Omer 5 (P) Andola 2 (pd) | 17:22 | Prinsloo 12 (P 2pd K) van Wyk 5 (P) Ockhuizen 5 (P) | RFUEA Grounds, Nairobi Sędzia: Francisco Pastrana |

| 25 kwietnia 200911:30 | Kajmany U-20                 | 7:104 | Namibia U-20 | Impala Ground, Nairobi Sędzia: Constant Cap |
| 25 kwietnia 200911:30 | Cribb 2 (pd) Manderson 5 (P) | 7:104 | Coetzee 5 (P) Herridge 5 (P) Prinsloo 15 (P 5pd) Ockhuizen 15 (3P) Ueitele 10 (2P) Brussel 2 (pd) Alcock 17 (2P 2pd K) Walters 5 (P) Plooy 5 (P) Klerk 5 (P) Tromp 10 (2P) Freygang 5 (P) Schafer 5 (P) | Impala Ground, Nairobi Sędzia: Constant Cap |

| 25 kwietnia 200915:30 | Kenia U-20 | 33:32 | Stany Zjednoczone U-20                                                           | RFUEA Grounds, Nairobi Sędzia: Sindile Mayende |
| 25 kwietnia 200915:30 | Coetzee 5 (P) Herridge 5 (P) Prinsloo 15 (P 5pd) Ockhuizen 15 (3P) Ueitele 10 (2P) Brussel 2 (pd) Alcock 17 (2P 2pd K) Walters 5 (P) Plooy 5 (P) Klerk 5 (P) Tromp 10 (2P) Freygang 5 (P) Schafer 5 (P) | 33:32 | Johnson 6 (3pd) Test 5 (P) Fenoglio 5 (P) Enosa 6 (2dg) Croy 5 (P) Barford 5 (P) | RFUEA Grounds, Nairobi Sędzia: Sindile Mayende |

| 29 kwietnia 200912:00 | Kenia U-20 | 67:0 | Kajmany U-20 | RFUEA Grounds, Nairobi Sędzia: Heykel Bahroun |
| 29 kwietnia 200912:00 | Andola 17 (7pd dg) Ouma 15 (3P) Musalia 5 (P) Agunda 5 (P) Karani 5 (P) Ayange 5 (P) Njoroge 5 (P) Isindu 5 (P) Abala 5 (P) | 67:0 |              | RFUEA Grounds, Nairobi Sędzia: Heykel Bahroun |

| 29 kwietnia 200914:00 | Namibia U-20                                               | 24:29 | Stany Zjednoczone U-20                                                       | RFUEA Grounds, Nairobi Sędzia: Francisco Pastrana |
| 29 kwietnia 200914:00 | Prinsloo 5 (P) Brussel 9 (3pd K) Tromp 5 (P) Schafer 5 (P) | 24:29 | Johnson 5 (pd K) Thompson 5 (P) Enosa 9 (P 2pd) Stroman 5 (P) Tameilau 5 (P) | RFUEA Grounds, Nairobi Sędzia: Francisco Pastrana |
| 29 kwietnia 200914:00 | Busch                                                      | 24:29 |                                                                              | RFUEA Grounds, Nairobi Sędzia: Francisco Pastrana |

### Grupa B
| 21 kwietnia 200912:00 | Papua-Nowa Gwinea U-20                           | 17:50 | Rumunia U-20                                                                              | Impala Ground, Nairobi Sędzia: Constant Cap |
| 21 kwietnia 200912:00 | Korpok 5 (P) Kautu 2 (pd) Pato 5 (P) Kaupa 5 (P) | 17:50 | Munteanu 5 (P) Patrascu 15 (P 5pd) Rizea 10 (2P) Puisoru 10 (2P) Ciocan 5 (P) Lazar 5 (P) | Impala Ground, Nairobi Sędzia: Constant Cap |

| 21 kwietnia 200914:00 | Chile U-20                                                                     | 49:21 | Korea Południowa U-20                | RFUEA Grounds, Nairobi Sędzia: Sindile Mayende |
| 21 kwietnia 200914:00 | Herreros 24 (2P 4pd 2K) Urrutia 5 (P) Zamorano 5 (P) Silva 5 (P) Claps 10 (2P) | 49:21 | Yang 11 (P 3pd) Yoo 5 (P) Yang 5 (P) | RFUEA Grounds, Nairobi Sędzia: Sindile Mayende |

| 25 kwietnia 200911:30 | Chile U-20                                                    | 50:22 | Papua-Nowa Gwinea U-20                            | RFUEA Grounds, Nairobi Sędzia: Francisco Pastrana |
| 25 kwietnia 200911:30 | Claps 15 (3P) Laban 15 (6pd K) Diaz 5 (P) 3 karne przyłożenia | 50:22 | Kautu 7 (2pd K) Kaupa 5 (P) Pau 5 (P) Kakah 5 (P) | RFUEA Grounds, Nairobi Sędzia: Francisco Pastrana |
| 25 kwietnia 200911:30 | Sanginumbok                                                   | 50:22 |                                                   | RFUEA Grounds, Nairobi Sędzia: Francisco Pastrana |

| 25 kwietnia 200913:30 | Korea Południowa U-20 | 14:65 | Rumunia U-20                                                                                                 | RFUEA Grounds, Nairobi Sędzia: Heykel Bahroun |
| 25 kwietnia 200913:30 | Yang 9 (3K) Lee 5 (P) | 14:65 | Munteanu 5 (P) Lemnaru 5 (P) Patrascu 20 (P 6pd K) Puisoru 15 (3P) Drenceanu 10 (2P) Graur 5 (P) Pirvu 5 (P) | RFUEA Grounds, Nairobi Sędzia: Heykel Bahroun |
| 25 kwietnia 200913:30 | Lazar · Ciocan        | 14:65 | | RFUEA Grounds, Nairobi Sędzia: Heykel Bahroun |

| 29 kwietnia 200912:00 | Papua-Nowa Gwinea U-20                                                           | 43:19 | Korea Południowa U-20               | Impala Ground, Nairobi Sędzia: Constant Cap |
| 29 kwietnia 200912:00 | Korpok 5 (P) Kautu 11 (4pd K) Pau 10 (2P) Kakah 7 (P pd) Namani 5 (P) Posu 5 (P) | 43:19 | Yang 4 (2pd) Kim 5 (P) Choi 10 (2P) | Impala Ground, Nairobi Sędzia: Constant Cap |
| 29 kwietnia 200912:00 | Namani                                                                           | 43:19 |                                     | Impala Ground, Nairobi Sędzia: Constant Cap |

| 29 kwietnia 200916:15 | Chile U-20                                    | 20:26 | Rumunia U-20                                  | RFUEA Grounds, Nairobi Sędzia: Sindile Mayende |
| 29 kwietnia 200916:15 | Herreros 2 (pd) Bostelmann 3 (dg) Rey 15 (3P) | 20:26 | Patrascu 11 (pd 3K) Rizea 10 (2P) Lazar 5 (P) | RFUEA Grounds, Nairobi Sędzia: Sindile Mayende |

## Faza pucharowa

### Mecz o 7 miejsce
| 3 maja 200911:30 | Kajmany U-20                | 12:62 | Korea Południowa U-20                                                             | Impala Ground, Nairobi Sędzia: Heykel Bahroun |
| 3 maja 200911:30 | Wilson 10 (2P) Clark 2 (pd) | 12:62 | Yang 6 (3pd) Yoo 11 (P 3pd) Cha 25 (5P) Oh 5 (P) Lee 5 (P) Hwang 5 (P) Park 5 (P) | Impala Ground, Nairobi Sędzia: Heykel Bahroun |
| 3 maja 200911:30 | Park                        | 12:62 |                                                                                   | Impala Ground, Nairobi Sędzia: Heykel Bahroun |

### Mecz o 5 miejsce
| 3 maja 200912:30 | Namibia U-20                                                                                                | 48:43 | Papua-Nowa Gwinea U-20                                                                     | RFUEA Grounds, Nairobi Sędzia: Constant Cap |
| 3 maja 200912:30 | Herridge 10 (2P) van Wyk 5 (P) Brussel 4 (2pd) Alcock 5 (P) de Klerk 10 (2P) Tromp 9 (3pd K) Karuaihe 5 (P) | 48:43 | Korpok 10 (2P) Kautu 4 (2pd) Pato 4 (2pd) Pau 5 (P) Kakah 10 (2P) Balasam 5 (P) Moka 5 (P) | RFUEA Grounds, Nairobi Sędzia: Constant Cap |
| 3 maja 200912:30 | Coetzee | 48:43 | Possy                                                                                      | RFUEA Grounds, Nairobi Sędzia: Constant Cap |

### Mecz o 3 miejsce
| 3 maja 200914:30 | Kenia U-20                                          | 17:19 | Chile U-20                                   | RFUEA Grounds, Nairobi Sędzia: Francisco Pastrana |
| 3 maja 200914:30 | Andola 4 (2pd) Ayange 3 (K) Abala 5 (P) Dinda 5 (P) | 17:19 | Herreros 9 (P 2pd) Rey 5 (P) Fernandez 5 (P) | RFUEA Grounds, Nairobi Sędzia: Francisco Pastrana |
| 3 maja 200914:30 | Barbosa                                             | 17:19 |                                              | RFUEA Grounds, Nairobi Sędzia: Francisco Pastrana |

### Finał
| 3 maja 200916:30 | Stany Zjednoczone U-20          | 13:25 | Rumunia U-20                                     | RFUEA Grounds, Nairobi Sędzia: Sindile Mayende |
| 3 maja 200916:30 | Johnson 5 (pd K) Enosa 8 (P dg) | 13:25 | Patrascu 15 (P 2pd 2K) Pirvu 5 (P) Apostol 5 (P) | RFUEA Grounds, Nairobi Sędzia: Sindile Mayende |
| 3 maja 200916:30 | Sheehan                         | 13:25 |                                                  | RFUEA Grounds, Nairobi Sędzia: Sindile Mayende |